# جون لويس (لاعب كرة قدم)
جون لويس (بالإنجليزية: John Lewis)‏ (1 أغسطس 1881 بآبريستويث في المملكة المتحدة - 12 سبتمبر 1954 في المملكة المتحدة) هو لاعب كرة قدم بريطاني (وحمل سابقاً جنسية المملكة المتحدة لبريطانيا العظمى وأيرلندا) في مركز الهجوم. شارك مع منتخب ويلز لكرة القدم. أما مع النوادي، فقد لعب مع برايتون أند هوف ألبيون ونادي بريستول روفيرز ونادي بورتسموث ونادي ساوثهامبتون وBurton United F.C. ‏ وCroydon Common F.C. ‏.